# Reparto coral

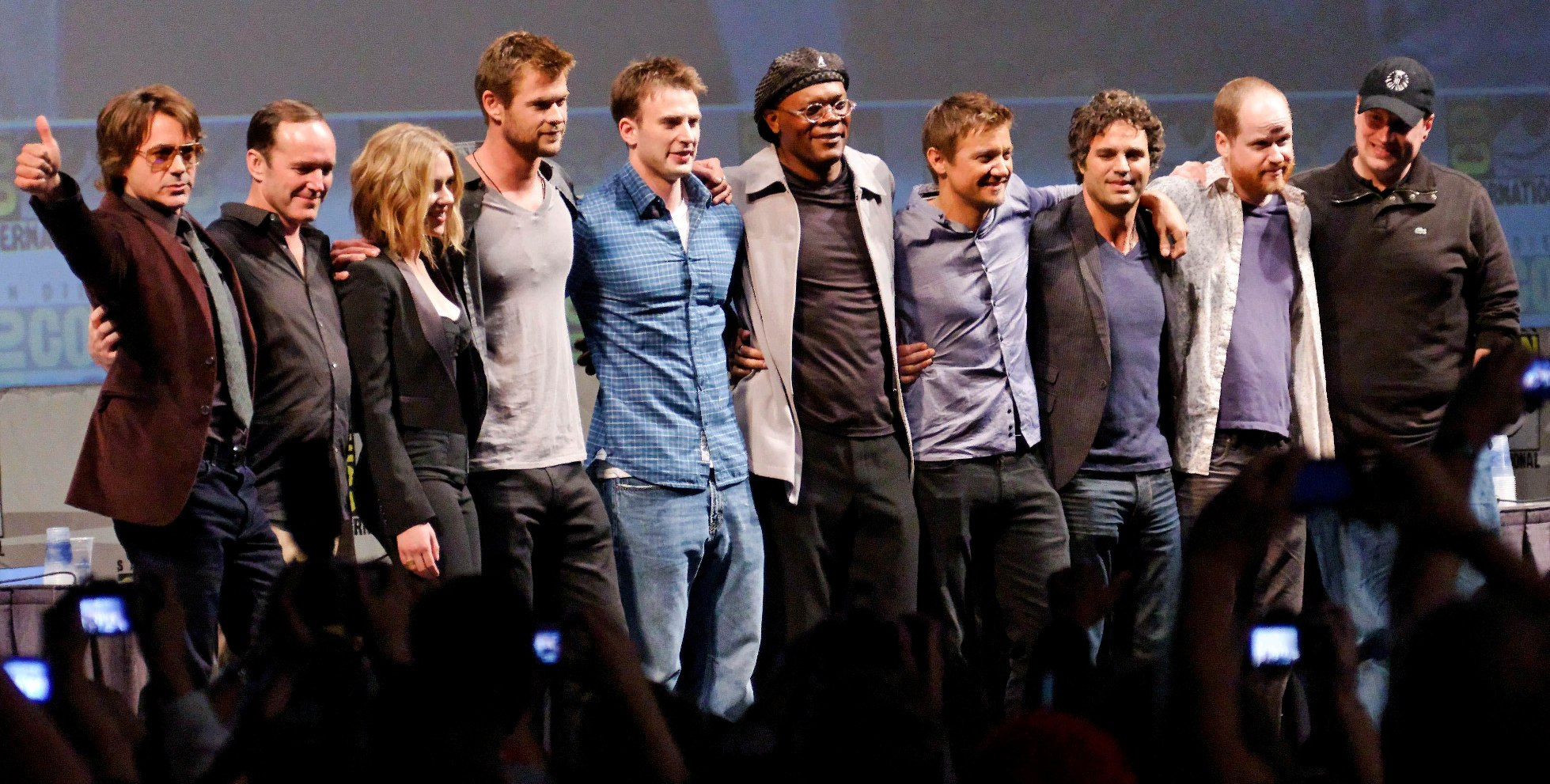
Elenco de The Avengers (2012) en la Comic-Con de 2010.

Un reparto coral es un elenco de actores en los que sus personajes principales tienen asignados aproximadamente la misma relevancia y apariciones en pantalla dentro de la producción. A diferencia de modelos más convencionales, en los que existe únicamente un protagonista, en los repartos corales los protagonistas se inclina más hacia un sentido de «colectividad y comunidad».
En series de televisión son comunes este tipo de repartos, ya que permite a los guionistas una flexibilidad para enfocarse en los diferentes personajes a lo largo de los episodios. En películas generalmente se utilizan cuando estas giran en torno a una larga historia, como por ejemplo, las sagas de El señor de los anillos o La guerra de las galaxias); y aquellas cuyas tramas secundarias de los personajes están interrelacionadas y se unen al final de la película, ya sea a modo de crossover o no, como por ejemplo, The Avengers y sus secuelas o Love Actually.
El National Board of Review otorga anualmente, entre sus galardones, el premio a la «mejor actuación de un reparto coral» y el Sindicato de Actores de Cine, el «premio al mejor reparto».

## Estructura en películas

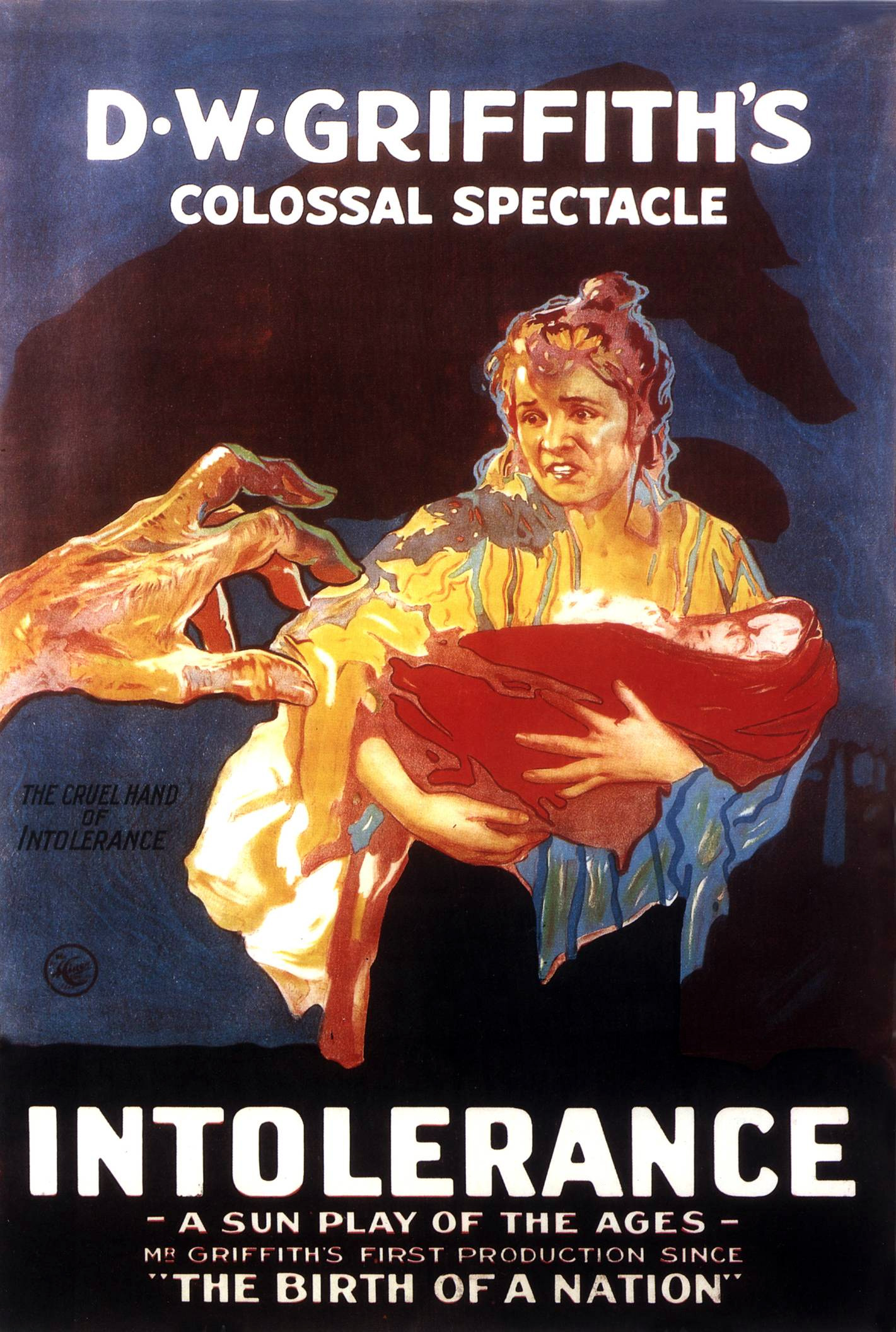
El reparto de Intolerancia (1916) es considerado el primer reparto coral en una película.

La primera vez que se introdujo un reparto coral en una película fue en Intolerancia (1916) dirigida por D. W. Griffith, que presenta cuatro tramas paralelas con la misma relevancia, siguiendo la vida de varios grupos de personajes a través de distintos periodos históricos y culturas. La unificación de distintas líneas de tramas o arcos de personajes es una pieza clave para un reparto coral en una película, ya sea una ubicación, un evento en común o incluso un mismo tema que una a los distintos personajes; en el caso de Intolerancia, el tema que une las cuatro líneas argumentales es la maternidad.
Las películas que presentan repartos corales tienden a enfatizar la interconectividad de los personajes, incluso cuando estos no se convivan entre sí directamente o no se conozcan en persona; dicha situación puede estar relacionada con la teoría de los seis grados de separación, que permite navegar a través de las tramas utilizando un mapa cognitivo. Ejemplos de películas que presentan fuertes tramas subyacentes entretejidas de una trama unificada son Love Actually (2003), Crash (2004) y Babel (2004), que presentan distintas tramas resumidas, respectivamente: tres conflictos amorosas propios de una comedia romántica, la vida cotidiana de distintas familias en Los Ángeles teniendo que enfrentarse a la corrupción política y policial y los eventos que se desencadenan en tres partes del mundo después de que unos niños marroquíes le disparan a un turista estadounidense.
Los repartos corales son comunes son comunes en el género de superhéroes, siendo o no producto de un crossover. Tres ejemplos de estos casos son la trilogía de X-Men —conformada por X-Men (2006), X-Men 2 (2003), X-Men: The Last Stand (2006)—, la saga de Los Vengadores —conformada por The Avengers (2012), Avengers: Age of Ultron (2015), Avengers: Infinity War (2018) y Avengers: Endgame (2019)—, y la Liga de la Justicia (2017). En The Avengers no hay necesidad de un solo protagonista central, ya que cada personaje comparte la misma importancia en la narrativa, equilibrando con éxito el elenco del conjunto.

## Estructuras en series de televisión

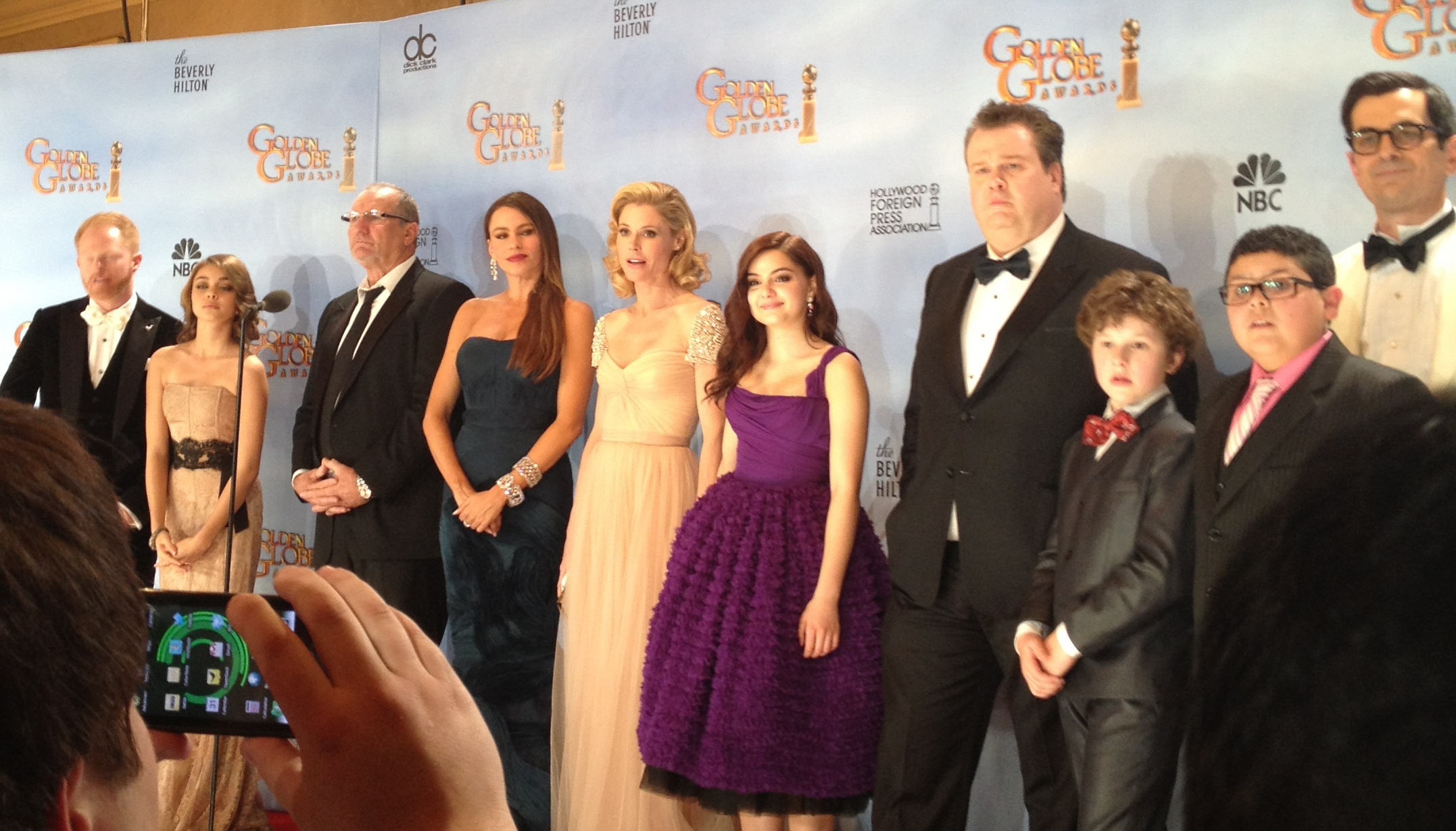
Reparto de Modern Family en 2012, ejemplo de un reparto coral en una comedia de situación.

Los repartos corales en series de televisión son muy comunes debido a que permiten a sus guionistas la flexibilidad de que se centren en varios en un solo capítulo, permitiendo que el desarrollo de los personaje ocurra de una manera uniforme a lo largo de los capítulos de la serie. 
The Golden Girls (1985-1992) y Friends (1994-2004) son arquetipos de repartos corales en comedias de situación. Posteriores series cómicas exitosas también contaron con el elemento del reparto coral, tales como Malcolm in the Middle (2000-2006), How I Met Your Mother (2005-2014), Glee (2009-2015) o Modern Family (2009-2020). 
Asimismo, en algunas telenovelas también es común dicho recurso, donde incluso hay elencos que llegan hasta los veinte actores. En algunos casos, series que se han transmitido al aire por varias décadas, los repartos corales son necesarios para asegurar su continuidad a lo largo de los años, como por ejemplo, General Hospital (desde 1963), Days of Our Lives (desde 1965) o The Bold and the Beautiful (desde 1987).
Game of Thrones (2011-2019) fue una serie de fantasía medieval presentó uno de los elencos más grandes de la pantalla chica. La serie fue conocida por la muerte de personajes importantes, lo que resultó en cambios constantes sobre la conformación del elenco en su variación a lo largo de ocho temporadas.

## Series de televisión con repartos corales
- 24
- Aída
- Al fondo hay sitio
- Ally McBeal
- Aquí no hay quien viva
- Babylon 5
- Band of brothers
- Beverly Hills, 90210
- Boston Public
- Brothers & Sisters
- Cheers
- Chicago Hope
- Crossing Jordan
- CSI: Crime Scene Investigation
- CSI: Miami
- CSI: NY
- Dallas
- Deadwood
- Desperate Housewives
- El ala oeste de la Casa Blanca
- Entourage
- ER
- Firefly
- Física o química
- Game of Thrones
- Glee
- Grey's Anatomy
- Héroes
- Hill Street Blues
- Home and Away
- House MD
- John from Cincinnati
- La que se avecina
- La tira
- L.A. Law
- Las Vegas
- Law & Order
- Lost
- Los Sopranos
- Malviviendo
- M*A*S*H
- Meteor Garden
- My So-Called Life
- Neighbours
- Northern Exposure
- Okupas
- Party of Five
- Pasión de gavilanes
- Picket Fences
- Pretty Little Liars
- Prison Break
- Reba
- Rebelde
- Rebelde Way
- Scrubs
- Sense8
- Skins
- Siete vidas
- Los Simpsons
- Six Feet Under
- Sports Night
- St. Elsewhere
- Studio 60 on the Sunset Strip
- Super Sentai Series
- The Cosby Show
- The Walking Dead
- The White Lotus
- The Wire
- Trailer Park Boys
- Third Watch
- Tierra de reyes
- Velvet
- Will & Grace
- Weeds

### Ciencia ficción
- Battlestar Galactica
- Stargate SG-1
- Stargate Atlantis
- Stargate Universe
- Star Trek: The Next Generation
- Star Trek: Deep Space Nine
- Star Trek: Voyager
- Stranger Things

### Comedia (Sitcom)
- Friends
- How I Met Your Mother
- Malcolm in the Middle
- Modern Family
- The Office

### Drama adolescente
- Dawson's Creek
- Élite
- Verano del 98

## Películas corales
- 2012 (2009)
- Armageddon (1998)
- Cop Land (1997)
- Crash (2004)
- The Dirty Dozen (1967)
- El día más largo (1962)
- Even Cowgirls Get the Blues (1993)
- Glengarry Glen Ross (1992)
- Hannah y sus hermanas (1986)
- Heat (1995)
- He's Just Not That Into You (2009)
- Historias de Nueva York (1989)
- Independence Day (1996)
- JFK (1991)
- Knives Out (2019)
- L.A. Confidential (1997)
- La delgada línea roja (1998)
- The Great Escape (1963)
- La Roca (1996)
- Los miserables (2012)
- Love Actually (2003)
- Mars Attacks! (1996)
- Movie 43 (2013)
- Mystic River (2003)
- New Year's Eve (2011)
- New York, I Love You (2009)
- Paris, je t'aime (2006)
- Sin City (2005)
- Sleepers (1996)
- Stardust (2007)
- El sueño de una noche de verano (1999)
- Terremoto (1974)
- The Departed (2006)
- The Expendables (2011)
- The Towering Inferno (1974)
- The Usual Suspects (1995)
- Tropic Thunder (2008)
- Valentine's Day (2010)
- Watchmen (2009)
- What to Expect When You're Expecting (2012)
- Zoolander (2001)

### Sagas
- La tetralogía de Avengers: The Avengers (2012) - Avengers: Age of Ultron (2015) - Avengers: Endgame (2019) - Avengers: Infinity War (2018)
- La trilogía de El Señor de los Anillos (2001, 2002 y 2003)
- La trilogía de El hobbit (2012, 2013 y 2014)
- La saga de Star Wars (1977, 1980, 1983, 1999, 2002, 2005, 2015, 2017 y 2019)
- La saga de Superman (1978, 1980, 1983 y 1987) (y Superman Returns, de 2006)

### Películas deAlejandro González Iñárritu
- 21 gramos (2003)
- Amores perros (2000)
- Babel (2006)

### Películas deBrian De Palma
- The Untouchables (Los intocables de Eliot Ness) (1987)

### Películas deWes Anderson
- El Gran Hotel Budapest (2014)
- The French Dispatch (2021)

### Películas dePaul Thomas Anderson
- Boogie Nights (1997)
- Magnolia (1999)

### Películas deFrancis Ford Coppola
- Apocalypse Now (1979)
- Drácula, de Bram Stoker (1992)
- El padrino (1972)
- El padrino II (1974)
- El padrino III (1990)

### Películas deSteven Soderbergh
- Full Frontal (2002)
- Ocean’s Eleven (2001)
- Ocean's Thirteen (2007)
- Ocean's Twelve (2004)
- Traffic (2000)

### Películas deQuentin Tarantino
- Inglourious Basterds (2009)
- Jackie Brown (1997)
- Pulp Fiction (1994)
- Reservoir Dogs (1992)